# 伊丹市立北中学校
伊丹市立北中学校（いたみしりつ きたちゅうがっこう）は、兵庫県伊丹市清水4丁目にある公立中学校。

## 沿革
- 1947年（昭和22年）4月22日 - 伊丹市立北中学校創立。

## 教育目標
- 生徒一人ひとりが主役となり、何事にも全力で取り組む学校

## 校歌
- 作詞：藤本浩一、作曲：橘静雄

## 部活動

### 運動部
- 野球部
- 陸上競技部
- サッカー部
- バスケットボール部
- 女子バレーボール部
- 卓球部
- ソフトテニス部
- 剣道部
- 水泳部
- 柔道部

### 文化部
- 吹奏楽部
- 放送部
- 理科部
- 茶道部
- 美術部

## 通学区域
- 天津（全域）、伊丹（1丁目から3丁目）、字下市場、岩屋（全域）、小阪田（全域）、北河原（1丁目、2丁目、3丁目1番、2番、4丁目、5丁目、字全域）、北本町（1丁目、2丁目、3丁目（200番地から241番地を除く）、口酒井（全域）、桑津（全域）、西桑津（全域）、東桑津（全域）、桜ケ丘（1丁目から5丁目）、清水（全域）、中央（全域）、中村（全域）、西台（全域）、東有岡（1丁目）、藤ノ木（全域）、船原（全域）、宮ノ前（全域）、森本（全域）[1]

## 進学前小学校
- 伊丹市立有岡小学校
- 伊丹市立神津小学校
- 伊丹市立伊丹小学校[2]

## 交通アクセス
- JR西日本福知山線（JR宝塚線）伊丹駅から北西に徒歩約15分
- 阪急伊丹線 伊丹駅から北に徒歩約10分

## 通学区域が隣接している学校
- 伊丹市立東中学校
- 伊丹市立西中学校
- 伊丹市立南中学校
- 尼崎市立園田中学校
- 尼崎市立園田東中学校

以下は大阪府。
- 豊中市立第一中学校
- 豊中市立第十八中学校
- 池田市立石橋中学校
- 池田市立北豊島中学校

## 著名な卒業生
- 桂枝雀 (2代目)（落語家）
- 石田靖（お笑いタレント、喜劇俳優）
- 隅田美保（お笑い芸人、アジアンのツッコミ担当）
- 花村想太（歌手、Da-iCEのボーカル、ダンサー）
- 彩木 咲良（アイドル）